# Ferdinand Gamper
Ferdinand Gamper (* 12. September 1957; † 1. März 1996) alias Der Serienkiller von Meran war ein Serienmörder aus Italien, der vermutlich aus nationalistischen Motiven sechs Menschen in Südtirol tötete.

## Mordserie
Ferdinand Gamper war ein Schäfer, der am Rande von Meran wohnte. Am 8. Februar 1996 erschoss er in Meran den 61-jährigen deutschen Bundesbankdirektor Hans Otto Detmering und dessen 50-jährige italienische Geliebte Clorinda Cecchetti. Am 14. Februar 1996 erschoss er im Meraner Vorort Sinich den 57-jährigen Landarbeiter Umberto Marchioro. Am 27. Februar 1996 erschoss er im Zentrum von Meran aus nächster Nähe den 36-jährigen Paolo Vecchiolini. Der Bürgermeister von Meran, Franz Alber, empfahl daraufhin eine freiwillige Ausgangssperre. Am 1. März 1996 erschoss er im Meraner Vorort Riffian seinen 58-jährigen Nachbarn Tullio Melchiori. Die Polizei fuhr zum Gut von Melchiori, um die Familie zu vernehmen. Sie durchsuchten das Haus und kamen auch zum ausgebauten Heuschober nebenan, in dem sich Gamper verschanzt hielt. Als der 54-jährige Carabiniere Guerrino Botte die Tür zu der Scheune öffnete, wurde er vom Täter erschossen. Anschließend eröffnete Gamper das Feuer auf die restlichen Beamten.

## Tod von Gamper
Nachdem rund 100 Polizisten am Tatort eingetroffen waren, setzten sie Tränengas ein und schossen das kleine Holzhaus in Brand. Nach dem Feuer fand die Polizei die Leiche von Gamper im Keller, er hatte sich mit einem Schuss in die Stirn getötet. Als Tatwaffe wurde ein deutsches Jagdgewehr der Marke Weihrauch, Kaliber .22 Magnum, mit abgesägtem Lauf sichergestellt.